# Stefano Okaka Chuka
Stefano Okaka Chuka (Castiglione del Lago, provincia de Perugia, 9 de agosto de 1989) es un futbolista italiano de ascendencia nigeriana. Juega de delantero y se encuentra sin equipo tras abandonar el Estambul Başakşehir F. K.

## Selección nacional
Ha sido internacional con la selección de fútbol de Italia en 5 ocasiones y ha marcado 1 gol. Debutó el 18 de noviembre de 2014, en un encuentro amistoso ante la selección de Albania que finalizó con marcador de 1-0 a favor de los italianos.

## Clubes
| Club                      | País       | Año       |
| ------------------------- | ---------- | --------- |
| A. S. Roma                | Italia     | 2005-2007 |
| Modena F. C.              | Italia     | 2007-2008 |
| A. S. Roma                | Italia     | 2008-2009 |
| Brescia Calcio            | Italia     | 2009      |
| A. S. Roma                | Italia     | 2009-2010 |
| Fulham F. C.              | Inglaterra | 2010      |
| A. S. Roma                | Italia     | 2010-2011 |
| A. S. Bari                | Italia     | 2011      |
| A. S. Roma                | Italia     | 2011-2012 |
| Parma F. C.               | Italia     | 2012      |
| Spezia Calcio             | Italia     | 2012-2013 |
| Parma F. C.               | Italia     | 2013-2014 |
| U. C. Sampdoria           | Italia     | 2014-2015 |
| R. S. C. Anderlecht       | Bélgica    | 2015-2016 |
| Watford F. C.             | Inglaterra | 2016-2019 |
| Udinese Calcio            | Italia     | 2019      |
| Watford F. C.             | Inglaterra | 2019      |
| Udinese Calcio            | Italia     | 2019-2021 |
| Estambul Başakşehir F. K. | Turquía    | 2021-2023 |

## Palmarés

### Campeonatos nacionales
| Título      | Club       | País   | Año     |
| ----------- | ---------- | ------ | ------- |
| Copa Italia | A. S. Roma | Italia | 2006-07 |